# Tyson Fury
Tyson Luke Fury (* 12. srpna 1988 Wythenshawe) je britský profesionální boxer, mistr světa v těžké váze, jež vybojoval znovu v únoru 2020 ve svém druhém zápase proti Deontay Wilderovi.
Pochází z rodiny irských kočovníků katolického vyznání; jeho příbuzní se tradičně věnovali boxu, bratranec Hughie Fury je juniorským mistrem světa. Původně reprezentoval Irsko, v roce 2006 získal na mistrovství světa juniorů v boxu bronzovou medaili. Od roku 2007 boxoval za Velkou Británii, ale v zápase o účastnické místo na olympiádě 2008 ho porazil David Price. Celkově v amatérské kariéře vyhrál 31 z 35 zápasů.
V roce 2008 se stal profesionálem, získal titul mistra Anglie, Velké Británie, Irska i Commonwealthu v těžké váze. Mezi profesionály vyhrál všech 25 zápasů. Poté, co 25. listopadu 2015 v Düsseldorfu porazil na body Vladimira Klička, získal titul mistra světa v nejtěžší váhové kategorii pro organizace World Boxing Association, International Boxing Federation, World Boxing Organisation a The Ring. Od té doby neboxoval, odmítl nastoupit k odvetě proti Kličkovi a vzdal se titulu mistra světa, který v dubnu 2017 získal Anthony Joshua. V roce 2016 Fury ukončil kariéru z osobních důvodů, ale v březnu 2017 ohlásil návrat.
Furyho kariéra byla poznamenána řadou skandálů: podle vlastních slov trpí bipolární poruchou, proslul řadou šokujících výroků o svých soupeřích i o společenských otázkách, užíval kokain i anabolické steroidy. Neuzavřená dopingová kauza vzbuzovala pochybnosti o tom, zda mu bude návrat do ringu povolen.
Po svém návratu odboxoval kromě jiných tři zápasy proti do té doby neporaženému Deontay Wilderovi. První skončil po několika knokdownech remízou. Druhý Fury vyhrál TKO vhozením ručníku z amerického rohu. Třetí po strhujícím průběhu a vzájemných knodownech vyhrál Fury knockoutem v 11. kole.